# Ignacy Myślicki

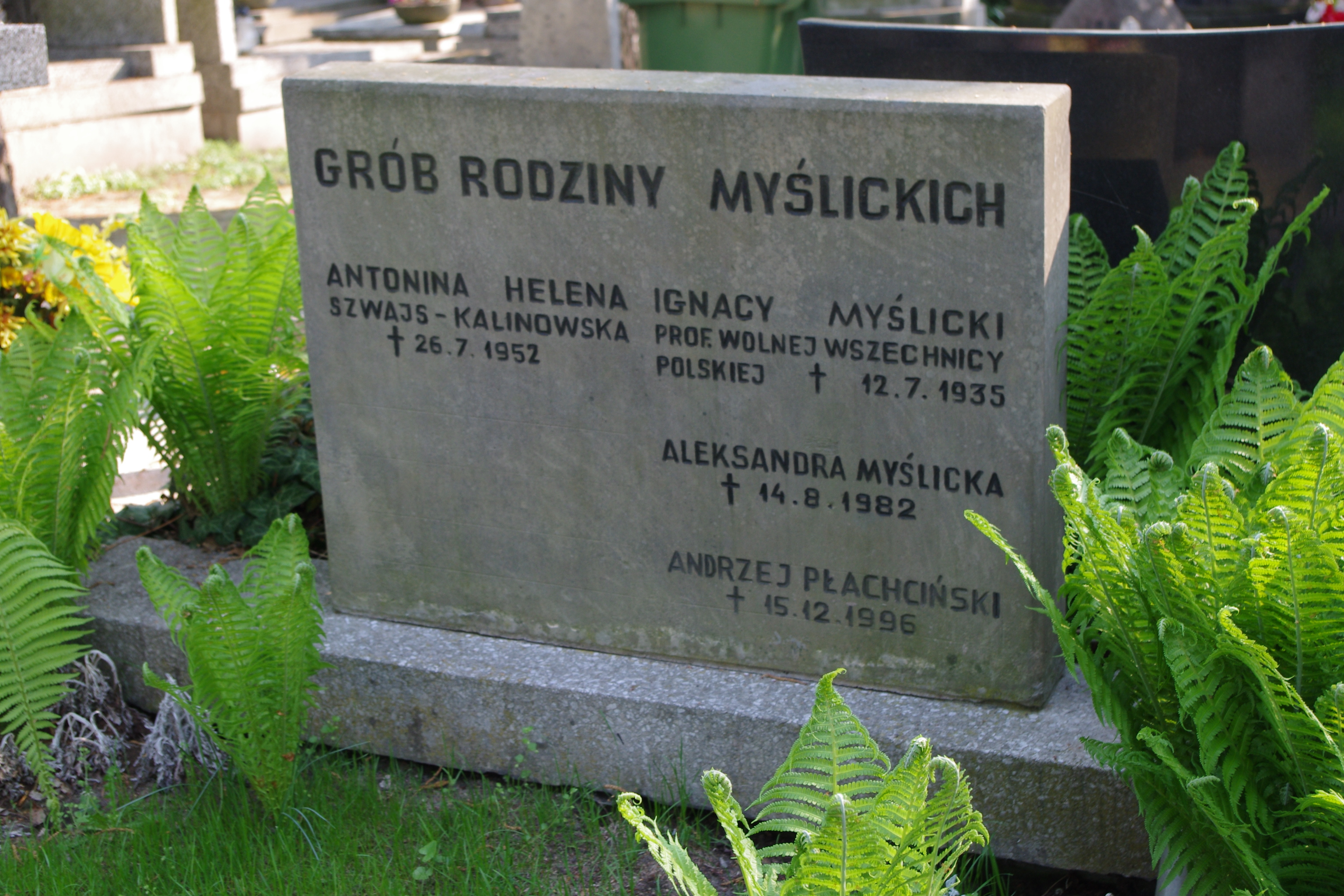
Grób filozofa Ignacego Myślickiego na Cmentarzu ewangelicko-reformowanym w Warszawie

Ignacy Izydor Myślicki (Myślicki-Halpern) (ur. 21 czerwca 1874 w Tomaszowie Mazowieckim, zm. 12 lipca 1935 w Piasecznie) – polski filozof, historyk i popularyzator filozofii, zwolennik pozytywizmu, znawca i interpretator filozofii Benedykta (Barucha) Spinozy, tłumacz, redaktor czasopism naukowych, profesor Wolnej Wszechnicy Polskiej.  

## Edukacja
Urodził się w rodzinie fabrykanckiej jako Izaak Jehuda vel Izydor Halpern. Był synem Dawida Halperna, miejscowego przemysłowca, działacza społecznego i literata, i Rozalii z domu Bloch. Szkołę średnią (II Męskie Gimnazjum Filologiczne) ukończył w Warszawie. W 1893 ukończył szkołę handlową w Lipsku. Następnie podjął studia w Lipsku i Berlinie. Studiował ekonomię społeczną, filozofię i historię sztuki. W 1901 uzyskał doktorat z filozofii na podstawie rozprawy zatytułowanej Der Entwicklungsgang der Schleiermachter’schen Dialektik (promotor prof. Wilhelm Dilthey, 1833–1911), opublikowanej w czasopiśmie naukowym Archiv für Geschichte der Philosophie 14(2), 1901. 
Myślicki tłumaczył dzieła Benedykta (Barucha) Spinozy. 
Pochowany na cmentarzu ewangelicko-reformowanym w Warszawie (kwatera 8-5-11).